# Sveti Lovrenc
Sveti Lovrenc, tudi Lovrenc Rimski (latinsko Laurentius, pomeni »lovorov venec«) (živel približno 225–258), je bil eden izmed sedmih diakonov rimske Cerkve, ki je služil papežu Sikstu II. in je bil mučen med vladavino rimskega cesarja Valerijana. Čeprav mlad, je užival papeževo zaupanje in zasedel odgovoren položaj kot upravitelj cerkvenega premoženja, skrbel pa je tudi za darovanje ubogim. Za časa vladanja cesarja Valerijana (od leta 253 do leta 260) so papeža kot kristjana zaprli in ubili. Lovrenc naj bi kot zvest služabnik hotel umreti skupaj z njim, a mu je papež naročil, naj denar iz zakladnice razdeli revežem, saj naj bi že čez nekaj dni sam doživel enako usodo. Rimski načelnik Hipolit je od Lovrenca zahteval zaklade Cerkve, ta pa je predenj pripeljal ubožne, vdove in sirote in jih predstavil kot večje zaklade cerkve, kot naj bi jih imel Hipolitov cesar. Razjarjeni Hipolit ga je ukazal mučiti in živega speči na ražnju.
Na avstrijskem  južnem Koroškem je standardizirana oblika imena v pravopisni slovenščini Šentlovrenc.

## Sveti Lovrenc kot zavetnik
Sveti Lovrenc je zavetnik revežev, gasilcev, steklopihalcev, kuharjev, likalk. Varoval naj bi pred opeklinami, bolečinami v hrbtu, vročico. K njemu verniki naslavljajo prošnje za verne duše v vicah in ga prosijo za dobro letino. 

## Upodobitve
Upodabljajo ga kot diakona s pravokotnim ražnjem, z evangelijsko knjigo in s križem, med deljenjem miloščine ali z mučeniško palmo.

## Godovni zavetnik
Ob prazniku svetega Lovrenca imajo god osebe, ki se imenujejo: Lovrenc, Lovre, Lovro, Lavrencij, Lavrencija, Laura, Lavra, Lorena.